# Chat ailé

M. Chat dans Paris, 18ème arrondissement.

Le chat ailé - un félin avec des ailes comme un oiseau, une chauve-souris ou une autre créature volante - est un thème d'art et de légende remontant à la préhistoire, en particulier des représentations mythologiques de grands félins avec des ailes d'aigle en Eurasie et en Afrique du Nord.
La croyance aux chats domestiques avec des ailes persiste de nos jours en tant que légende urbaine. L'observation de chats supposément « ailés » s'explique facilement par des symptômes médicaux : pousse anormale des poils sur les chats à poil long formant une touffe au niveau des flancs, une maladie dermatologique l’asthénie cutanée où la peau forme des plis ou l'apparition de membres supplémentaires.

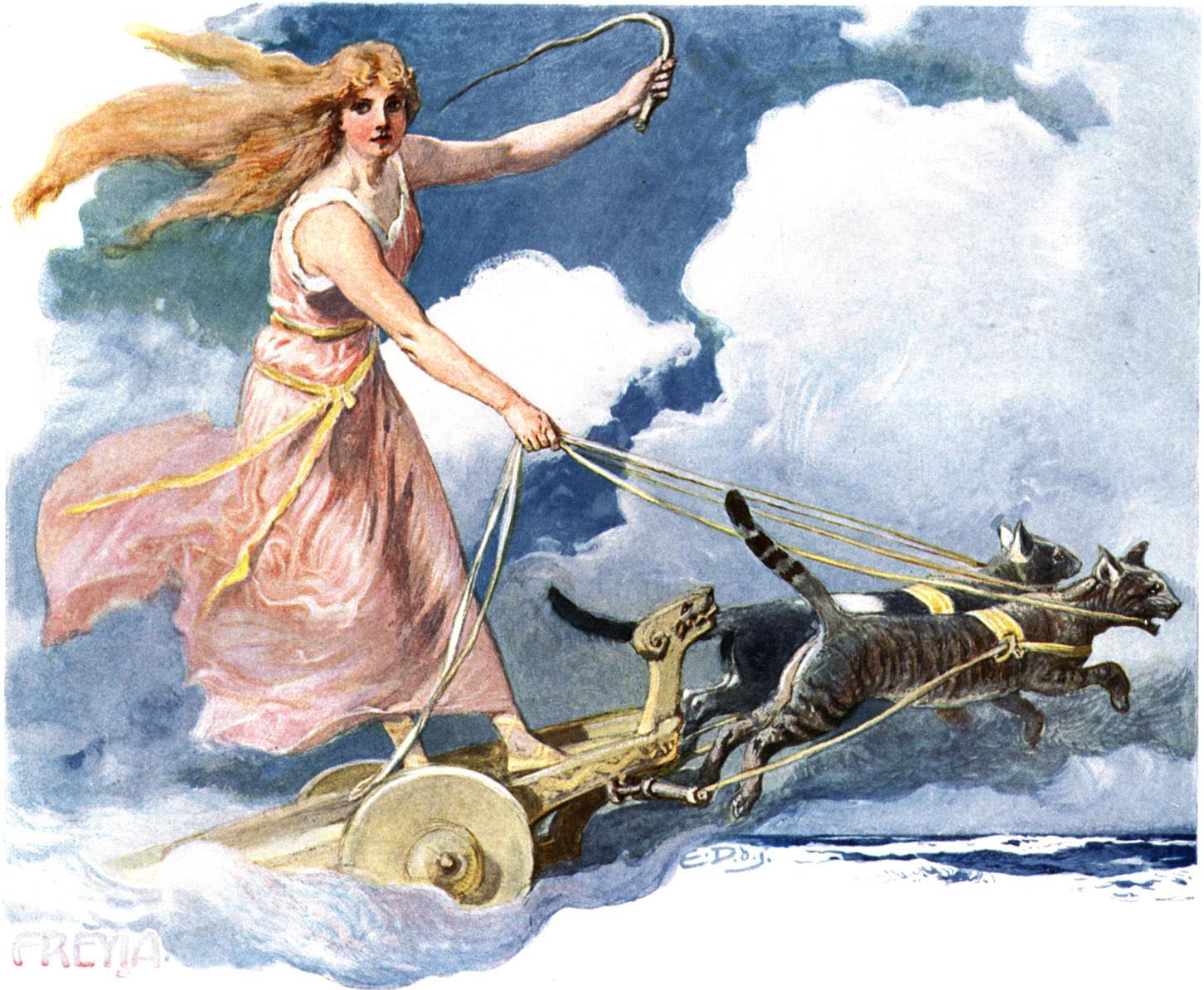
Freyja par Emil Doepler, sur son char tiré par des chats.

Dans le domaine imaginaire, des chats ailés sont également présents, bien qu'en général pourvus d'ailes véritables, tels les chats de la déesse nordique Freyja.